# استیون مایکل کوئیزادا
استیون مایکل کوئیزادا (انگلیسی: Steven Michael Quezada؛ زادهٔ ۱۹۶۳) یک هنرپیشه اهل ایالات متحده آمریکا است. وی از سال ۲۰۰۵ میلادی تاکنون مشغول فعالیت بوده‌است.
از فیلم‌ها یا برنامه‌های تلویزیونی که وی در آن نقش داشته‌است می‌توان به برکینگ بد، قانون‌شکنان و فرشتگان اشاره کرد.